# Tête des Annes
La tête des Annes est un sommet de France situé dans les Alpes, en Haute-Savoie, sur la commune du Grand-Bornand. Elle se trouve entre le col des Annes au nord et le col de l'Oulettaz à l'est, dominée par la pointe d'Almet et la pointe de Grande Combe au nord et la pointe Percée au sud-est. La vallée du Bouchet drainée par le Borne s'étend au sud-ouest et celle du Foron du Reposoir au nord.